# Havets vargar (film)
Havets vargar (engelska: The Sea Wolves) är en brittisk-amerikansk-schweizisk krigsfilm från 1980 i regi av Andrew V. McLaglen.
Filmen baseras på James Leasors roman Boarding Party.

## Handling
Under andra världskriget rekryterar brittiska säkerhetstjänsten en grupp pensionerade officerare i Brittiska Indien för att sabotera ett misstänkt tyskt fartyg i hamnen i det neutrala portugisiska Marmagao.

## Rollista i urval
- Gregory Peck - överstelöjtnant Lewis Pugh
- Roger Moore - kapten Gavin Stewart
- David Niven - överste Bill Grice
- Trevor Howard - Jack Cartwright
- Barbara Kellerman - Mrs Cromwell
- Patrick Macnee - major Yogi Crossley
- Patrick Allen - Colin Mackenzie
- Martin Benson - Mr Montero
- Faith Brook - Mrs Doris Grice
- Allan Cuthbertson - Melborne
- Kenneth Griffith - Wilton
- Donald Houston - Hilliard
- Patrick Holt - Barker
- Wolf Kahler - Trompeta
- Terence Longdon - Malverne
- Michael Medwin - Radcliffe
- John Standing - Finley
- Graham Stark - Manners
- Jack Watson - MacLean
- Moray Watson - Breene
- William Morgan Sheppard - Lovecroft